# Brioude
Brioude (occitansk Briude) er en fransk by og kommune, der ligger 70 km syd for Clermont-Ferrand i Centralmassivet. Den er sous-préfecture i departementet Haute-Loire i Auvergne-Rhône-Alpes. Kommunen har cirka 7.000 indbyggere, og ligger ved bredden af floden Allier, en af sidefloderne til Loire.